# Brétigny-sur-Orge
Brétigny-sur-Orge er en fransk kommune i departementet Essonne. Byen ligger ca. 28 kilometer syd for Paris. Indbyggerne kaldes Brétignolais.